# 刘顺妮
刘顺妮（1964年—），湖北麻城人，汉族，中华人民共和国政治人物、第十一届全国人民代表大会湖北地区代表。
毕业于武汉工业大学硅工系无机非金属材料专业。担任湖北省人民代表大会常务委员会副秘书长。2008年起担任全国人大代表。